# René De Pauw

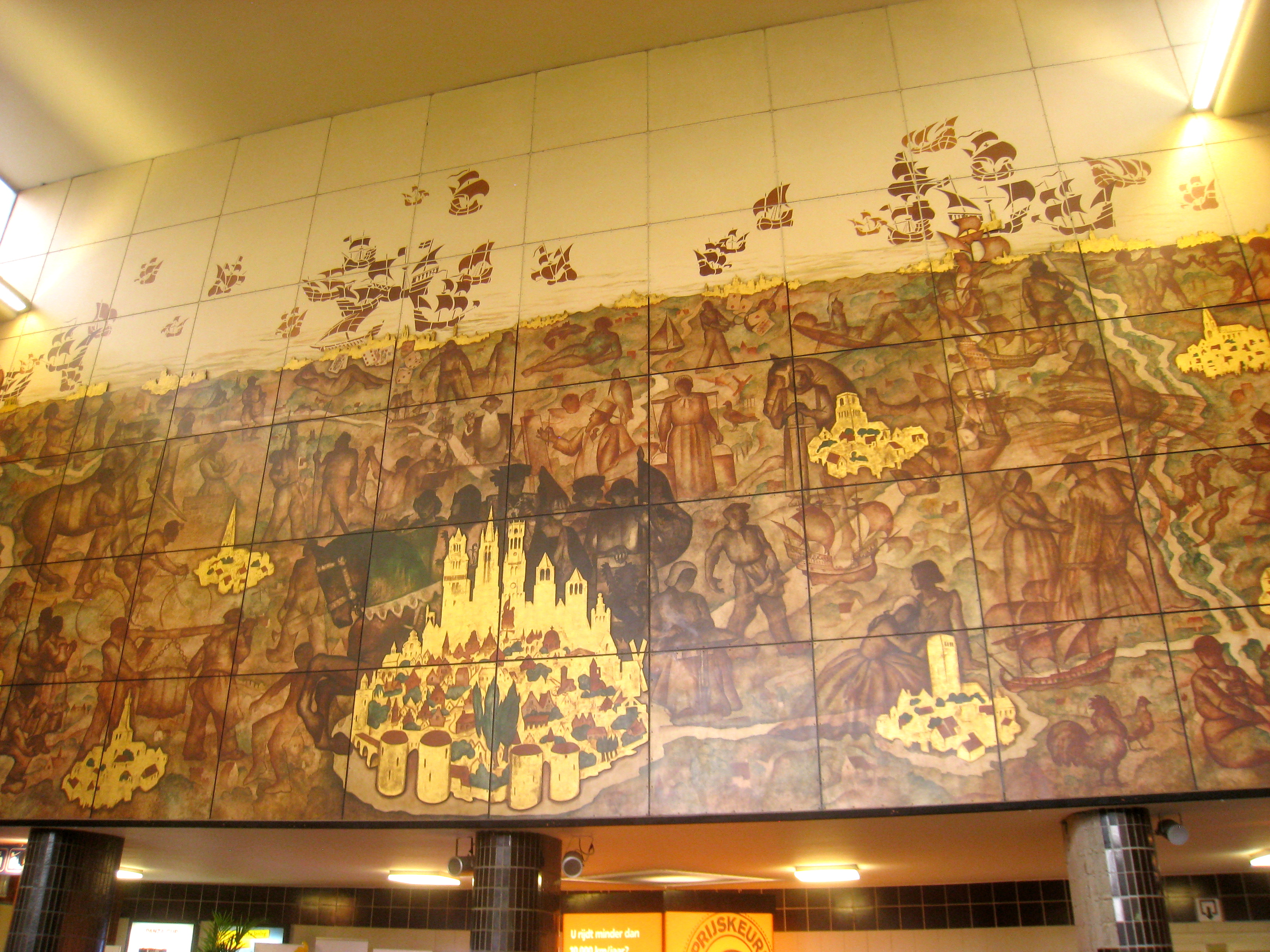
Wandschilderijen in de vertrekhal van het station in Brugge

René De Pauw (Pittem, 14 juni 1887 - Ukkel, 26 januari 1946) was een Belgisch kunstschilder, tekenaar en illustrator.

## Levensloop
René De Pauw was een zoon van Karel-Lodewijk De Pauw (1845-1905) en Emma De Stoop. Karel was notaris en schepen in Pittem. In 1901 nam hij ontslag en kwam het gezin in de Katelijnestraat in Brugge wonen. Hij werd kerkmeester van de Onze-Lieve-Vrouwekerk.
René doorliep de humaniora aan het Sint-Lodewijkscollege (retorica 1905) en vervolgde met twee jaar wijsbegeerte en letteren aan de universiteit van Gent. Hij volgde tegelijk een opleiding aan de Kunstacademie van Brugge, met onder meer Flori Van Acker als leraar. In 1913 werd hij primus en, volgens de gewoonte, werd dit plechtig gevierd met een cavalcade.
In de eerste jaren, weldra oorlogsjaren, werkte hij vooral als karikaturist. Hij maakte heel wat scherpe karikaturen van zijn collega's kunstenaars, zeer vijandige van Duitse militairen en sympathiserende van de dirigenten van Club Brugge. Hij kreeg weinig opdrachten voor portretten, maar schilderde toch enkele opgemerkte werken.
In 1920 verhuisde hij naar Etterbeek en spande zich in om een artistieke loopbaan uit te bouwen in de hoofdstad. In 1932 verhuisde hij naar Heist en voelde zich in zijn element aan de kust en tussen het vissersvolk. In 1942 moest hij, zoals alle inwoners, het zogenaamde Sperrgebiet verlaten en vertrok weer naar de Gerardstraat in Etterbeek, waar hij in 1946 aan kanker overleed.
De Pauw schilderde figuren, portretten, landschappen, marines, stillevens en interieurs. Hij illustreerde ook heel wat boeken, zoals:
- Jeanneke van Yvonne Pauwels (1942)
- Brugsch Volk van Karel De Wolf (1942)
- Voetbalanecdoten van T. Goetinck (1943)
- La légende d' Ullenspiegel et de Lamme Goedzak van Charles De Coster (1944)
- De haven van Zeebrugge van Pierre Vandamme (1946)
- heel wat boeken in Brussel uitgegeven door de Editions du Rond-Point.

Hij maakte grote wandschilderingen:
- In 1939 realiseerde hij de decoratie van de hal van het nieuwe Brugse treinstation.
- Hij schilderde panelen voor het kantoor op de Markt van Achiel Daled, panelen die later door de zoon Daled aan de stad Brugge werden geschonken.
- Hij schilderde een groot paneel voor de Hogere Zeevaartschool in Antwerpen.

## Publicatie
- Gens de mer et pêche maritime, Brugge, Desclée de Brouwer, 1934, met eigen illustraties.

## Musea

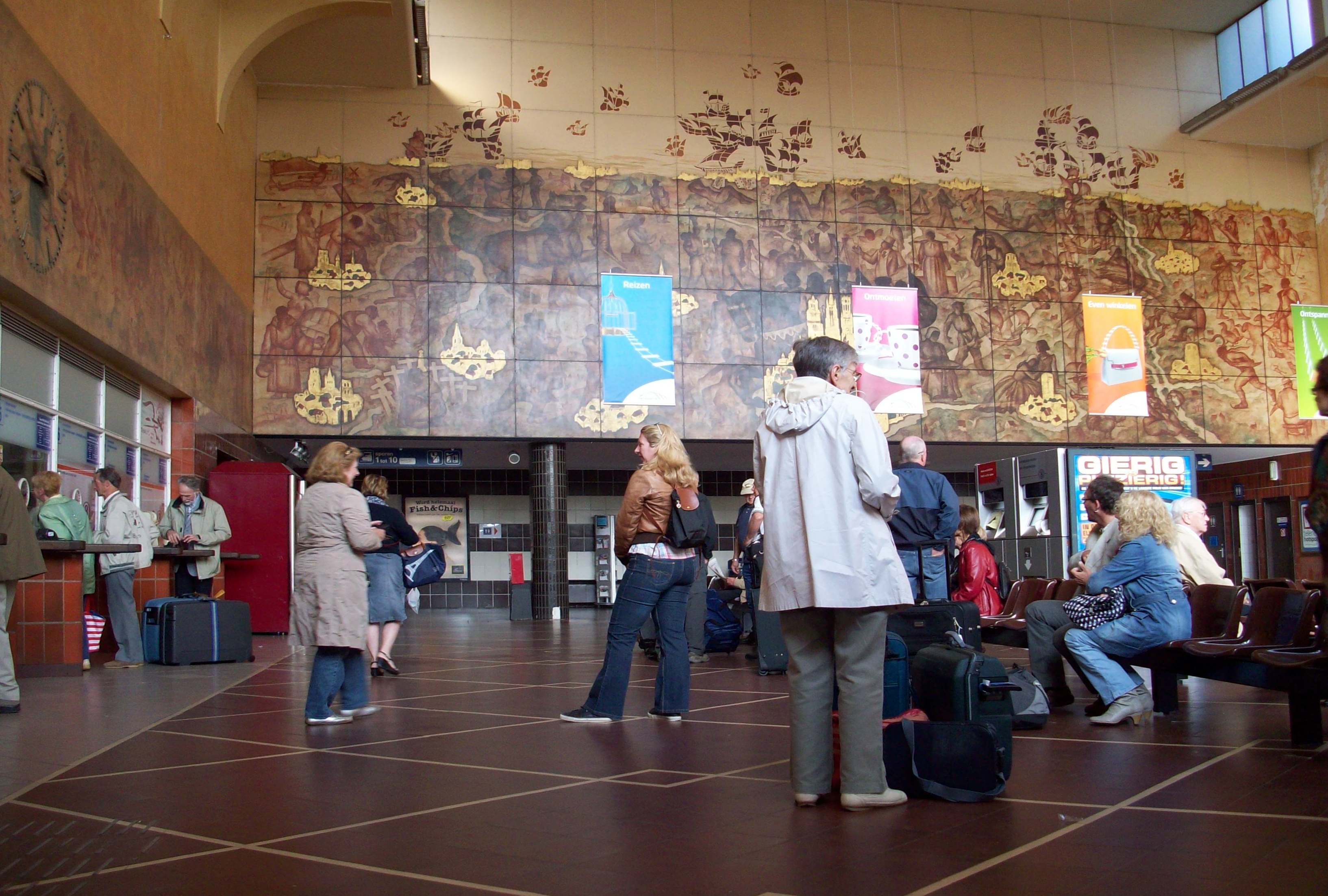
Gedeelte van De Pauws muurschildering station Brugge

- Antwerpen, K.M.S.K. "Vrouw met kind".
- Brugge, Groeningemuseum : "Vrouw met zwarte kat" en "Moeder met kind".
- Brugge,Volkskundemuseum : "Portret van L. Saeys" (1918) en een reeks karikaturen van Bruggelingen.
- Oostende, Mu.ZEE : "Studie van vissers" (1930).
- Knokke-Heist, Museum Sincfala: "Vrouw die haar dochter troost" en vijf andere werken van de schilder. Eén van de werken is te bewonderen in de raadzaal van het stadhuis van Heist.[1]